# Tipula decolor
Tipula decolor är en tvåvingeart som beskrevs av Mannheims 1963. Tipula decolor ingår i släktet Tipula och familjen storharkrankar. Inga underarter finns listade i Catalogue of Life.